# 베아트리스 콜린
비어트리스 콜런(Beatrice Colen, 1948년 1월 10일 ~ 1999년 11월 18일)은 미국의 배우이다.
뉴욕에서 태어났으며 로스앤젤레스에서 사망하였다. 사인은 폐암이다.

## 출연 작품

### 영화
- Lifeguard (1976)
- 고소공포증 (1977)
- 아메리칸 팝 (1981)
- 화려한 유혹 (1987)

### 텔레비전
- 해피 데이스 (1974-75, 1978)
- 원더우먼 (1976-77)